# Xã Griggs, Quận St. Francis, Arkansas
Xã Griggs (tiếng Anh: Griggs Township) là một xã thuộc quận St. Francis, tiểu bang Arkansas, Hoa Kỳ. Năm 2010, dân số của xã này là 746 người.